# Glorioso retorno
El "Glorioso retorno" (en el idioma francés Glorieuse rentrée) fue el episodio, en 1689, del retorno de los valdenses a los Valles de los Alpes, en Piamonte, donde se habían ubicado desde su expulsión del sur de Francia,  y de los que habían sido expulsados tres años antes.

## Antecedentes
Hacia la mitad del siglo XVII, la comunidad italiana de Iglesias Reformadas Occitana Evangélica Valdense estaban presentes principalmente en los valles de San Martino ( actualmente conocido como Val Germanasca) y Luserna (ahora Val Pellice), con una población de aproximadamente 13.500 personas. 
En la Semana Santa de 1655, el Duque  Carlos Manuel II desencadenó contra ellos una violenta persecución con el fin de exterminarlos, a través del episodio llamado históricamente "Pascuas piamontesas", llevada a cabo con la aprobación de la papa Alejandro VII. 
Las tropas ducales perpetrados muchas atrocidades, pero algunos Valdense, incluyendo Jean Léger (1615-1670), que logró escapar y llevar noticias a las grandes potencias protestantes europeas. 
Estos presionaron diplomáticamente sobre los Saboya, que se vieron forzados a detener la matanza, aunque no eliminaron el acoso y la violencia. 
Siguiendo la política de Francia también, Víctor Amadeo II de Saboya impuso el cese de todas las manifestaciones públicas valdense; en 1685, el año de la retirada del Edicto de Nantes dispuesto por otro decreto, el de Fontainebleau, proclamada por Luis XIV, la violencia en Piamonte se incrementó. 
Fue eliminada, de hecho, toda la comunidad valdense. 
Parte de ella (alrededor de 3000), sin embargo, lograron escaparse a Ginebra, bajo la protección de los protestantes en Suiza.

## El retorno
Tres años más tarde, en agosto de 1689, Guillermo III de Orange ascendió al trono de Inglaterra con la Revolución Gloriosa, reconstituyendo el frente antifrancesa de la Liga de Augsburgo. 
Aprovechando el apoyo del rey inglés los valdenses organizaron una expedición para volver a su Valles, compuesta por unos mil hombres, un tercio de ellos hugonotes franceses y el resto Valdenses. 
El retorno de los valdenses al Piamonte fue capitaneada por Henri Arnaud (1643-1721), a través de los pasos de laSaboya en una marcha de 14 días durante los cuales se enfrentaron victoriosamente con las tropas francesas en Salbertrand, después de haber evitado la aniquilación por las tropas de Saboya a "Giaglione Susa". 
Habiendo retomado posesión de los valles, los valdense se comprometieron, en el prado de Sibaud de Bobbio Pellice, a mantener entre ellos unión y solidaridad.
Rechazado en la primavera del año siguiente un asedio en la ciudad de Balziglia, en el valle de Massello, ahora reducido a aproximadamente 300, finalmente fueron reintegrados en sus posesiones gracias a un cambio de alianza del duque de Saboya, que pasó  de la parte de los ingleses.
En los años más sucesivos, sin embargo, se vieron obligados a permanecer confinado en la zona, entonces conocido como "Gueto alpino ", planeado desde la firma del  Acuerdo de Cavour (firmado con Emanuele Filiberto "Cabeza de Hierro" en 1561). 
La libertad completa para los valdenses se produjo sólo en 1848, gracias a las " Cartas patente" del 17 de febrero, que precedieron de poco al Estatuto Albertino del rey  Carlos Alberto.

## El juramento de Sibaud
En las proximidades de Bobbio, existe un hermoso bosque de castaños, llamado Sibaud. Allí, el 1.º de septiembre de 1689, domingo, los Valdenses se juntaron en torno a los dos únicos pastores de la legión, Arnaud y Montoux, y tuvo lugar un juramento de fidelidad y de unión, que ha quedado célebre en los anales de los Valdenses. Sobre una plataforma improvisada - una puerta colocada entre dos rocas - el pastor Moutoux dirigió el culto. Después de la predicación, que Arnaud llama "bellísima", éste avanza y lee en alta voz la fórmula del juramento, de la se reproduce el principio y el fin:

"Dios, por su divina misericordia, habiéndonos conducido felizmente a la tierra de nuestros padres, para restablecer en ella el culto puro de nuestra santa religión, continuando y cumpliendo la gran empresa que este gran Dios de los ejércitos dirigió hasta aquí tan providencialmente en favor nuestro: nosotros, pastores, capitanes y demás oficiales, juramos y prometemos, ante Dios, so pena de la perdición de nuestras almas, de conservar entre nosotros la unión y el orden, de no dividirnos mientras Dios nos conserve la vida, y aun cuando, por desventura, nos viésemos reducidos a tres o cuatro... Y nosotros, soldados, prometemos y juramos hoy, delante de Dios, obedecer las órdenes de todos nuestros oficiales, y les juramos, con todo nuestro corazón, serles fieles hasta la última gota de nuestra sangre... Y a fin de que la unión, que es nuestra vida, sea entre nosotros inconmovible, los oficiales jurarán fidelidad a los soldados, y éstos a los oficiales, prometiendo, además de esto, todos juntos, a Nuestro Señor y Salvador Jesucristo, arrancar, hasta donde nos sea posible, el resto de nuestros hermanos a la cruel Babilonia, para restablecer con ellos y mantener su reino hasta la muerte, observando durante toda nuestra vida y de buena fe, el presente reglamento."
fragmento del juramento del Sibaud 

Todos juraron, levantando las manos.